# ガンシップ (風の谷のナウシカ)
ガンシップとは、宮崎駿による日本の漫画およびアニメーション映画『風の谷のナウシカ』に登場する架空の小型戦闘機の総称である。

## 設定
作中では、大勢の乗組員が必要なトルメキアの大型戦闘機コルベットよりも小型で、乗員1-2名の、高い速度と機動性とを持つ戦闘機を指してこのように呼ばれている。かつて存在した工業大国エフタル王国で使用されていた物で、映画は、風の谷とペジテ市の機体がそれぞれ1機ずつ登場したが、漫画では、この他にもエフタルの末裔である辺境諸国の物が多数登場している。原作のガンシップを保有する国は、これによるトルメキアへの軍事支援と引き替えにトルメキアから自治権を認められる程貴重で強力な兵器とされ、族長が代々乗り継ぐしきたりとなっている。原作では、当時病床にあった族長である父ジルからナウシカが正式に受け継いでクシャナ支隊に合流、戦線に参加した。
作中の時代背景は、武器や火薬等の製造技術は完全には失われてはいないものの、その多くは家内制手工業的なごく小規模な手作業で、ガンシップが設計製造された頃よりも技術水準が大幅に退行した世界観で描かれている。それを反映して、ガンシップのエンジンは作中の時代ではもはや新造できず、地中から発掘された遺物や墜落した他の機体から回収された中古品などを修理して使用している事をうかがわせる描写がされている。機体の材料には、旧世界の遺物として手に入るセラミックの他、王蟲 (オーム) の甲皮や木材等が用いられ、度重なる補修の痕跡とみられる描写もある。
ガンシップの航続距離は長いものの、貨物や弾薬等を積載できるスペースが小さい為、バージ（だるま船とも）と呼ばれる小型貨物用グライダーを牽引する運用も描かれている。ちなみに原作のバージはペジテ市を除き、風の谷を含む辺境諸国の物が登場。映画のバージは風の谷の物しか登場しない。原作・映画共に航空機を船または艦と呼ぶ。

## 風の谷のガンシップ
風の谷のガンシップは、機体前端と尾端に1席ずつ座席を持つ2人乗りで、前席に操縦士兼射撃手が搭乗し、エンジンの加速も行い、後席でエンジンの点火・停止・減速を行う。乗員同士の会話には伝声管を使う。降着装置は収納式で、車輪を使って地面に降りる他、格納用の外装をスキッドとして悪路着陸や着水を行う事もできる。映画では、トルメキアのバカガラス (大型輸送機) による輸送や城内での保管の際には主翼を折り畳む事ができ、原作・映画共に機体尾端中央 (後席の後ろ) のフックで (後席の右側にフックを出すレバーがある) 、メーヴェ等の他の航空機を牽引する機能も持っている。原作には、後席とフックの間にハッチがあり、ここから旗旈 (きりゅう) 信号 (旗旈とは信号用の旗や吹き流しの事で、旗旈信号とは旗を使い信号を送る事。劇中では旗の先端に普通の凧がついた物が登場、劇中では信号凧とも呼ぶ) を後席の乗員が出す。巨神兵の秘石を奪う為ペジテ市を攻撃したクシャナ軍から逃げ、腐海に隠れ蟲を殺した為蟲に襲われている、秘石を持つラステルの乗るブリッグ (大型貨物機) にナウシカと従者である城オジのミトが風の谷近くの腐海上空で遭遇した時、この凧を使い腐海の外に誘導しようとしたが、蟲が覆っていて舵が動かなかった。主砲から出る閃光で蟲を払う為、船に接近しようと加速した時、旗ごと凧がちぎれてしまったが、主砲の閃光で蟲を払った。だが船の中に入り込んだ蟲のせいで片方の翼が折れ墜落した。その後ガンシップが谷に帰り、新しい信号凧を収納し、谷に来たクシャナの乗る装甲コルベットが、帰る時に信号を送った。原作で、土鬼 (ドルク) 人が、メーヴェよりも大きく鳥のような形なので「親鳥」と呼んだ。映画は、ナウシカの身代わりになったペジテ市の少女が、ブリッグの窓から外を見て最初にガンシップを発見し「何かしら？鳥？」と言った。『スタジオジブリ作品関連資料集型録 I』によると、全長8m、両翼の合計の長さ18m、最高速度500km/hである。映画の塗装は、ベージュ色。
尾翼を持たない無尾翼機であり、主翼にはフラップ、エルロン、エレベーターを兼ねる動翼が存在する。主翼は後退翼である。2つの座席の間の胴体内部に推進装置を搭載しており、稼動時に左右の翼から3つずつ噴射炎や排気煙が見える。このエンジンと動翼を利用する事でスラストリバーサ（逆噴射装置）としても使用でき、空中での急減速から失速させ方向転換するといった機動を可能としている。
機首はダブル・デリンジャー銃のように、口径が200mm程の砲口を上下に2つ重ねた形状の主砲になっている (前席の右側に発射レバーがある) 。主砲の装弾数は2発のみで自動装填装置等は持たない先込め式となっていて、アニメは砲身内のライフリングにより回転を与えるスピン安定式ロケット弾のような描写で発射されている。原作・映画共に主砲は単発である (2発同時に発射する) 。映画は、一撃でバカガラスの艦首ドアを吹き飛ばして脱出した他、一撃でコルベットを撃墜する破壊力を持つ。主砲左右に備えられた機銃のような砲身から、照明弾を発射する描写もある (前席の右側に発射レバーがある。照明弾を連射する事もある) 。原作は眠る巨神兵の胎児を吊り下げペジテ市から土鬼に運んでいる、土鬼の戦艦 (大型飛行船) を砂漠近くの腐海上空の雲の下で見つけ、破壊する為直接巨神兵を主砲で一撃した直後に船が雲の中に逃げ、行方を見届ける為に後を追おうとした瞬間、逃げる間もなくその船のそばの土鬼の浮砲台 (飛行船) の攻撃を受けた。ガンシップの墜落後に、土鬼兵が巨神兵を確認したが、無傷だった。その後、土鬼の町に巨神兵のさなぎを運んでいる土鬼の二隻の吊り船 (飛行船) を、メーヴェに乗るナウシカが命じて主砲で一撃し、燃えるさなぎが下に着陸していた戦艦の上に落ちたが、巨神兵は無傷で孵化してしまった。
機体はモノコック構造である描写がある。装甲でもある機体外板には王蟲の甲皮、機首側面キャノピーにはドーム状の透明な王蟲の眼の皮を利用しており、漫画は、上記の通り浮砲台からの至近弾を受けるが、それに耐えうる防御力を備える。漫画で浮砲台の攻撃を受け、腐海近くの砂漠に不時着し、その場でアスベルと城オジが応急修理をした後、城オジが「 (近くの) 町まで滑走し応急修理 (の続き) をすれば、 (風の) 谷まで持ちそうだ (谷で本格的な修理をしよう) 」と言った。漫画は他にも、トルメキアの敗残兵に銃撃されたりヒドラ (不死の人造人間) にひっくり返されたりと、色々な攻撃にさらされるが、大きな損傷を受けず飛行能力や戦闘能力を維持している様子が描かれた。最後は、トルメキア兵の攻撃に対して反撃した巨神兵の光線による一回目の爆発で、土鬼の聖都シュワの一部が破壊された時に巻き込まれ、エンジンを損傷、街の中心にある墓所の上に不時着時、左翼を喪失し大破した。だが、その後の墓所と巨神兵の光線の撃ち合いによる二回目の大爆発で、墓所以外の街全体が破壊された時に同様に巻き込まれた、バカガラスの乗員 (機内のまぐさ箱の中にいた道化と、巨神兵の右手の中にいたヴ王を除く) が全滅したのとは対照的に、ガンシップの搭乗者達は一命を取り留めている。乗っていたアスベルは墓所の中に入った後、墓所の崩壊時に浮揚装置で脱出し、同じく乗っていたミトは墓所の崩壊時に土鬼の飛行ガメ (小型浮揚装置) でクロトワにより救助された。大破した機体は、最終的には、墓所の崩壊と運命を共にした。映画は、ミト１人が乗り風の谷の外の砂漠に着陸しようとした時、トルメキア軍の銃撃によりスキッドを損傷し胴体着陸した。ミトが避難した後、王蟲の群れに踏み潰され大破している。

## ペジテのガンシップ
ペジテのガンシップは1人乗りで、機関砲を装備している。エンジンは胴体後部に単発で、高速かつ小回りが利く。アニメは、ワインレッドに塗装。
主翼は二段階に翼弦長が変化する複合テーパー翼で、漫画は全体にやや後退した形状だが、アニメはほとんど後退しておらず、共に翼端近くから上下に垂直尾翼（ラダー）が伸びている。胴体と主翼が滑らかに接合されたブレンデッドウィングボディに近い構造で、主翼の左右付け根に一門ずつ機関砲が搭載されている。機首先端は透明素材になっており、胴体はコックピットと機関部を併せて一つの卵型を形成しており、風の谷のガンシップに比べて小型である。漫画でトルメキア兵に「恐ろしく身軽なやつ」と評されており、他国のガンシップと比較してかなり高い運動性能を持っていると思われる。
劇中ではトルメキアへの報復に燃えるアスベルが搭乗し、クシャナが率いる艦隊を襲撃する。機動性を活かし急降下攻撃と急上昇離脱によるダイブアンドズーム戦法をしかけ、敵艦隊の弾幕を物ともせず繰り返し機関砲弾を浴びせた。漫画は少なくともバカガラスを2機撃墜、その内の1機との空中衝突により、辺境諸国のガンシップ2機がバージごと巻き添えになった。その後クロトワが操縦する装甲コルベットと空中戦を繰り広げるも、戦いを止めようとするナウシカの心象に気を取られた隙をつかれ、撃墜された。映画はバカガラスを瞬く間に全艦撃墜するも、先頭の燃えるバカガラスの艦首上面に、戦いを止めようとするナウシカを見つけた上に、彼女の心象に気を取られた隙をつかれ、コルベットに撃墜された。